# كاظم أباد (رستاق)
كاظم أباد (بالفارسية: کاظم‌آباد) هي قرية تقع في إيران في Rostaq Rural District. يقدر عدد سكانها بـ 41 نسمة.